# Miladina
Miladina is een monotypisch geslacht van schimmels uit de familie Pyronemataceae. Het bevat alleen Miladina lecithina.